# Старый Чувашский Адам
Старый Чувашский Адам (тат. Иске Чуаш Әдәмсуы) — деревня в Аксубаевском районе республики Татарстан. Входит в состав Емелькинского сельского поселения.

## География
Деревня находится в 21 километрах к северо-западу от Аксубаево, расположена на реке Адамка.
Старый Чувашский Адам находится в часовой зоне МСК (московское время). Смещение применяемого времени относительно UTC составляет +3:00.

## История
Основана около 1690 года.
До 1920 года деревня входила в Ново-Адамскую волость Чистопольского уезда Казанской губернии, с 1920 года находилась в составе Чистопольского кантона Татарской АССР. С 10 августа 1930 года находилось в Билярском, с 1 февраля 1963 года — в Чистопольском, с 04 марта 1964 года  — в Алексеевском районе, с 12 января 1965 года — в Аксубаевском районе Татарской АССР. С 29 августа 1977 года по сегодняшний день находится в составе Аксубаевского района.

## Население
По состоянию на 2008 год в селе проживало 365 человек.